# 孫巌
孫 巌（そん がん、後至元5年11月11日（1339年12月11日）- 永楽16年6月20日（1418年7月27日））は、元末明初の軍人。本貫は濠州鍾離県。

## 生涯
後至元5年（1339年）、孫重四と周氏のあいだの子として生まれた。朱元璋に従って長江を渡り、采石を落とし、集慶を平定した。両浙・江西・広東を転戦し、徐達の北伐に参加して中原を制圧した。金吾左衛百戸に抜擢され、鳳陽を守備した。武徳将軍の号を受け、燕山中護衛正千戸となった。燕王朱棣に仕え、燕国の事務の多くを委任された。洪武28年（1395年）、致仕した。
建文元年（1399年）、靖難の変が起こると、通州の守将の房勝が城ごと燕王朱棣に降伏した。朱棣は孫巌を再び起用し、房勝とともに通州を守らせた。建文帝側の軍が通州を攻撃すると、激しい攻城戦のために城の楼閣や城壁は全て破損したが、孫巌と房勝は防戦につとめ、撃退に成功した。ほどなく両軍が合戦となると、孫巌は兵の先頭に立って敵陣に突入した。張家湾まで追撃し、糧食を輸送する舟300隻を鹵獲した。明威将軍・指揮僉事となり、そのまま通州を守備した。建文3年（1401年）、再び建文帝側の軍が通州に進攻してくると、孫巌は城壁の上で味方を励ましながら奮戦し、矢石を落として撃退した。都指揮僉事に進んだ。
建文4年（1402年）、平安が通州を攻撃すると、孫巌は城から出撃してこれを破った。永楽帝（朱棣）が即位すると、孫巌は守城の功を論じられて、応城伯に封じられ、1000石の禄を賜った。永楽11年（1413年）、開平を守備した。ほどなく通州に移駐した。私怨から千戸を殺し、爵位を剥奪され、交趾に流された。まもなく復帰した。
永楽16年6月20日（1418年7月27日）、死去した。翼城侯に追封された。諡は威武といった。

## 子女
- 孫亨（後嗣）
- 孫忠
- 孫旺
- 孫喜
- 孫泰
- 孫栄